# Botanical Hill

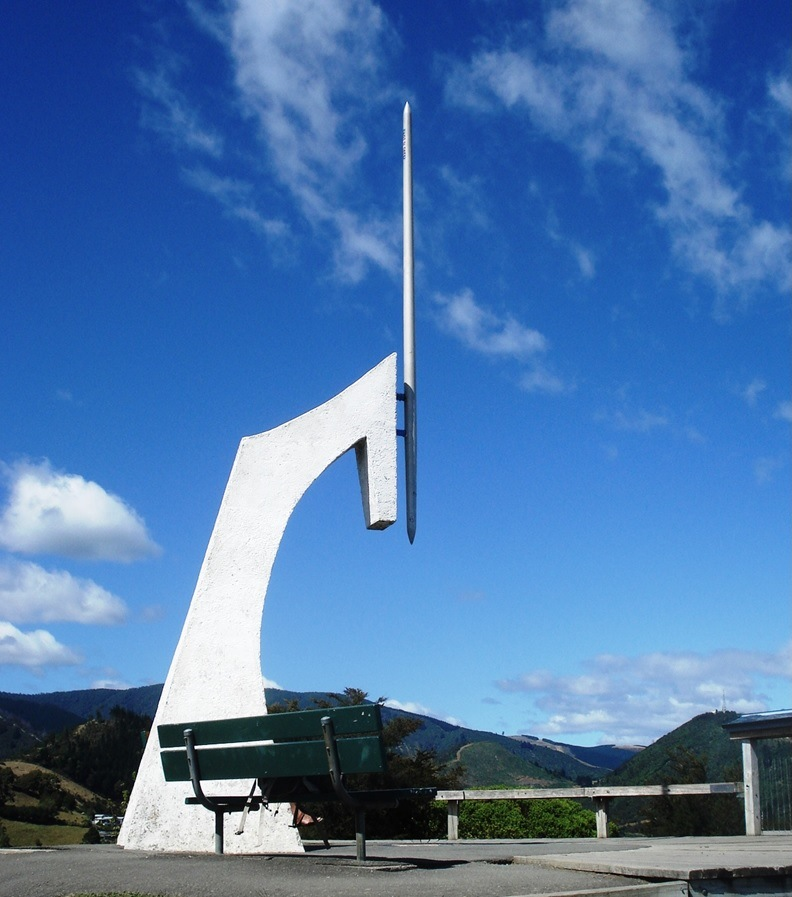
Das auf dem Botanical Hill befindliche Denkmal Centre of New Zealand in Nelson

Der Nullpunkt der Vermessung – direkt unter dem Denkmal Centre of New Zealand

Der Botanical Hill ist ein 147 m hoher Berg in Nelson im Norden der Südinsel von Neuseeland, direkt östlich der Innenstadt im Stadtteil „The Wood“, im Park Botanical Reserve.
Der Berg ist bis kurz unter die Spitze von Bäumen und Sträuchern bewachsen und durch zahlreiche Wanderwege erschlossen. Auf der Spitze/Kuppe des Botanical Hill befindet sich eine Plattform, die einen Panorama-Rundumblick über Nelson und die Umgebung ermöglicht.
Durch die Nähe zur Innenstadt und Lage in einem Park ist der Botanical Hill (und der Aussichtspunkt) ein beliebtes Ziel für Wanderungen, der auch in vielen Reiseführern erwähnt wird.
In der Mitte der Plattform auf der Spitze/Kuppe befindet sich die Betonskulptur des Denkmals Centre of New Zealand über einem Markierungsstein (Vermessungspunkt), der ab 1870 der zentrale Ausgangspunkt (Null-Null-Punkt) der vollständigen Vermessung Neuseelands war.